# Alfred Olsen (maler)
 For alternative betydninger, se Alfred Olsen. (Se også artikler, som begynder med Alfred Olsen)
Alfred Theodor Olsen (født 23. september 1854 på Fejø, død 30. oktober 1932 i København) var en dansk maler.
Olsen specialiserede sig i maritime motiver, og især egentligt marinemaleri. Han besøgte gentagne gange Skagen, første gang 1887, og han blev portrætteret til frisen af kunstnerportrætter i Brøndums Hotels spisesal.

## Galleri
| - Værker af Alfred Olsen - Veteraner fra træfningen ved Helgoland, 1884 - Parti fra København med Børsgraven en stille morgen, ukendt datering |

| - Et grundstødt skib ud for et fyrtårn på en klippekyst, 1886 - Kystparti med hus og både - 1888 - Marine med sejlskibe ud for Helsingør, 1890 - Parti fra Gl. Strand, 1892 - Stille dag på havet, 1901 - Skibe på havet ud for Skagen, 1907 - Solopgang ved Lønstrup, 1908 - Klitparti med mølle og stråtækte huse, 1914 - Havneparti fra København, ukendt datering - Aftenstemning ved kysten med to sejlskibe, ukendt datering - Kystparti med stråtækte huse og en mølle ved havet, ukendt datering |